# ECSA
The European Composer and Songwriter Alliance är en internationell, ideell förening som bildades 2008 av de tre organisationerna the Alliance of Popular Music Composers of Europe (APCOE), the European Composers Forum (ECF) och the Federation of Film and Audiovisual Composers of Europe (FFACE). Föreningen består av 36 organisationer av kompositörer och låtskrivare i 29 europeiska länder och representerar 12 000 europeiska musikskapare. 
ECSA:s uttalade mål är att på högsta nivå bevaka musikskapares intressen inför europeiska institutioner (Europeiska kommissionen, Europeiska rådet, Europaparlamentet och Europeiska unionens ekonomiska och sociala kommitté) samt internationella institutioner (World Intellectual Property Organization, Europarådet, Världshandelsorganisationen och Unesco).
Svenske Alfons Karabuda, ordförande i SKAP (Sveriges kompositörer och textförfattare) är ordförande i ECSA.